# London Symphony Chorus
Il London Symphony Chorus (abbreviato in LSC) è un grande coro sinfonico per concerto con sede a Londra, Regno Unito, composto da oltre 150 cantanti dilettanti ed è uno dei più importanti cori sinfonici del Regno Unito. È stato costituito nel 1966 come il Coro LSO per completare il lavoro della London Symphony Orchestra (LSO). Il LSC è oggi un'organizzazione indipendente autonoma gestita da un consiglio di nove rappresentanti eletti. Continua a mantenere una stretta collaborazione con la London Symphony Orchestra, ma partecipa anche a progetti con altre orchestre e organizzazioni sia nel Regno Unito che all'estero. Il LSC si esibisce principalmente con la London Symphony Orchestra al Barbican Centre di Londra, così come appaiono in altre sale da concerto di tutto il Regno Unito e d'Europa e regolarmente presso la David Geffen Hall (ex Avery Fisher Hall), New York.

## Repertorio

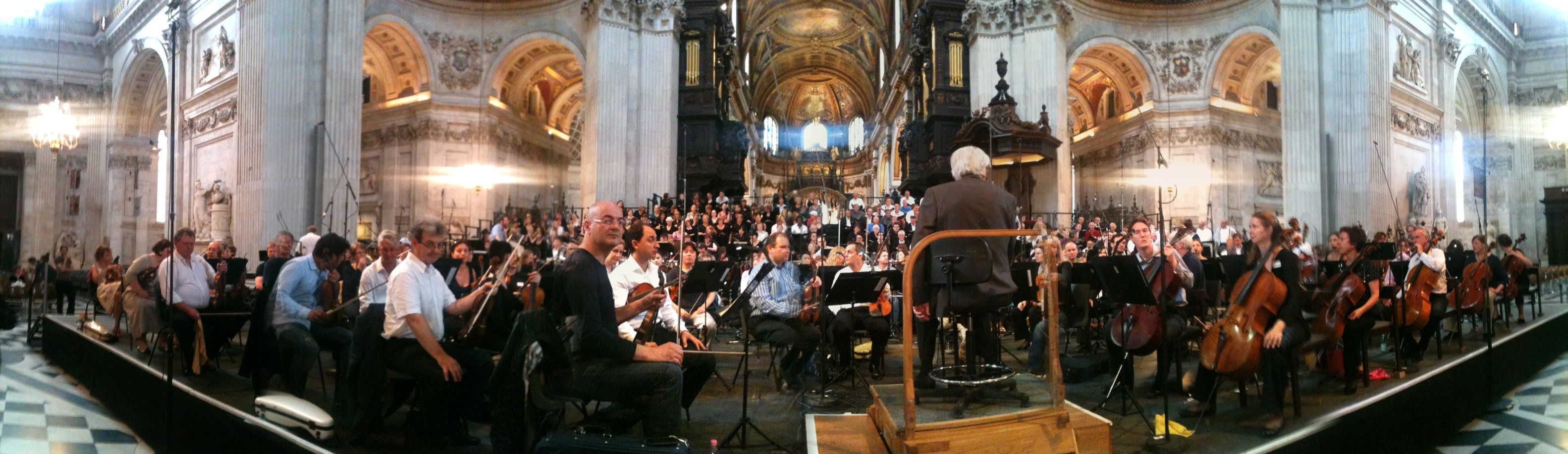
Sir Colin Davis durante le prove nella cattedrale di S. Paolo con la London Symphony Orchestra, il London Symphony Chorus, il London Philharmonic Choir e il tenore Barry Banks

Il repertorio centrale del coro è costituito dai principali lavori orchestrali per coro del XIX e XX secolo. Il coro ha eseguito e registrato opere come Il sogno di Geronte di Elgar, la seconda, terza e ottava sinfonia di Mahler, Daphnis et Chloé di Ravel, lo Stabat Mater di Dvořák, Glagolitic Mass di Janáček, il War Requiem di Britten, la Nona Sinfonia e la Missa Solemnis di Beethoven, La damnation de Faust e il Roméo et Juliette di Berlioz, Gurre-Lieder di Schoenberg, Ein deutsches Requiem di Brahms, lo Stabat Mater di Rossini, Oedipus Rex & Symphony of Psalms di Stravinskij, A Child of Our Time di Tippett e il Requiem di Verdi.
Il coro ha inoltre partecipato a concerti e registrazioni commerciali di opere tra cui Fidelio di Beethoven, Les Troyens e Benvenuto Cellini di Berlioz, Candide di Bernstein, Peter Grimes e Billy Budd di Britten, Rigoletto, Falstaff e Otello di Verdi, Il crepuscolo degli dei di Wagner e Elektra di Richard Strauss.

## Incisioni importanti
La discografia del London Symphony Chorus è composta da oltre 140 registrazioni e molte di queste registrazioni sono frutto della collaborazione con la London Symphony Orchestra. Dal 2000 ll LSC ha preso parte a produzioni della nuova etichetta CD dell'orchestra, LSO Live che lanciò nel 2000 ed è specializzata in registrazioni di esibizioni dal vivo con il pubblico. Tra le opere registrate dal coro sono il Requiem Tedesco di Brahms (LSO, André Previn 2000); Sinfonia n. 8 di Mahler (CBSO, Simon Rattle 2005); il Requiem di Mozart (LSO, Sir Colin Davis, 2008); Britten: War Requiem (LSO, Giandrea Noseda 2012); Grande Messe des morts di Berlioz (LSO, Colin Davis, 2013); e Der Freischütz di Weber (LSO, Sir Colin Davis, 2013). Artisti solisti di rilievo che sono presenti nelle incisioni del LSC includono Ian Bostridge, Simon Keenleyside, Felicity Palmer e Anne Sofie von Otter.
Un certo numero di registrazioni LSC hanno ricevuto premi, tra cui le seguenti:
| Anno di registrazione | Titolo                          | Orchestra/Direttore                     | Etichetta           | Premi                                                       |
| --------------------- | ------------------------------- | --------------------------------------- | ------------------- | ----------------------------------------------------------- |
| 1989                  | Bernstein: Candide              | LSO, Leonard Bernstein (direttore)      | Deutsche Grammophon | Grammy Award Miglior Album Classico                         |
| 1991                  | Britten: War Requiem            | LSO, Richard Hickox (direttore)         | Chandos Records     | Grand Prix du Disque Gramophone Award Best Choral Recording |
| 1995                  | Britten: Peter Grimes           | LSO, Richard Hickox (direttore)         | Chandos Records     | Grammy Award Best Opera Recording                           |
| 2000                  | Berlioz: Les Troyens            | LSO, Colin Davis (direttore)            | LSO Live            | Grammy Award Best Opera Recording, Best Classical Album     |
| 2004                  | Verdi: Falstaff                 | LSO, Colin Davis (direttore)            | LSO Live            | Grammy Award Best Opera Recording                           |
| 2007                  | Britten: Billy Budd             | LSO, Daniel Harding (direttore)         | Virgin Classics     | Grammy Award Best Opera Recording                           |
| 2009                  | Wagner: Il crepuscolo degli dei | Hallé Orchestra, Mark Elder (direttore) | Hallé               | Gramophone Award Best Opera Recording                       |

## Direttori d'orchestra
Fin dalla sua creazione il Coro ha lavorato con una serie di importanti maestri del coro, tra cui John Alldis, Arthur Oldham, Richard Hickox e Stephen Westrop. L'attuale direttore Coro è Simon Halsey.
Il London Symphony Chorus si è esibito con molti dei più importanti direttori del momento, tra cui Claudio Abbado, Daniel Barenboim, Leonard Bernstein, Pierre Boulez, Colin Davis, Mark Elder, John Eliot Gardiner, Valery Gergiev, Bernard Haitink, Mariss Jansons, Charles Mackerras, Antonio Pappano, André Previn, Simon Rattle, Mstislav Rostropovich, Georg Solti e Michael Tilson Thomas.

## Patroni

### Passato
- Diana, Principessa del Galles[18]

### Presente
- Simon Russell Beale[19]